# Stadspromotie

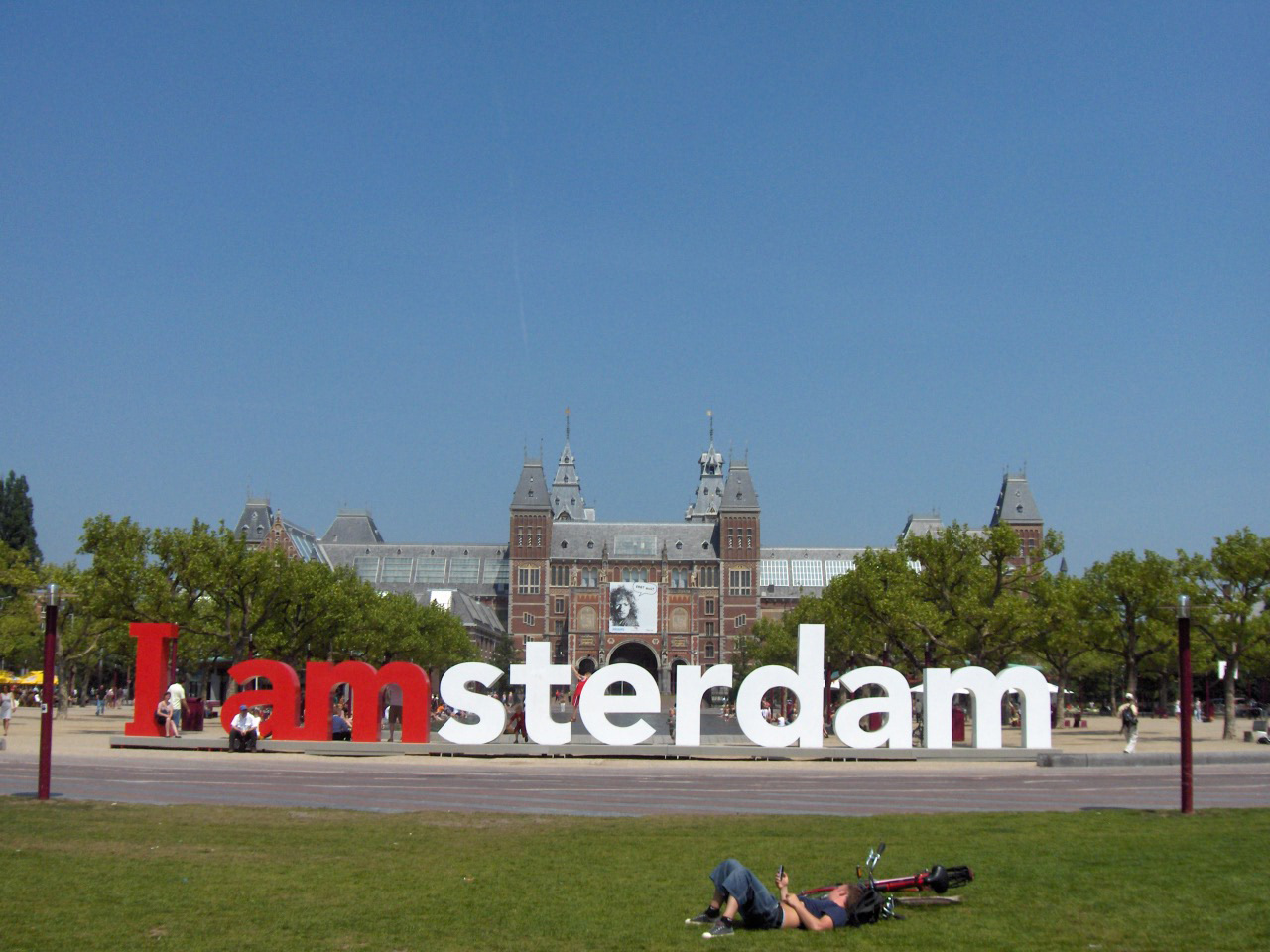
Amsterdam maakt reclame voor zichzelf

Stadspromotie maakt onderdeel uit van het brede spectrum van citymarketing, de strategische promotie van een stad of stadswijk. Beeldbepalende activiteiten die daar plaatsvinden worden dan als voorbeeldfunctie gepromoot. Stadspromotie wordt gebruikt om het imago te veranderen of te versterken; zo kunnen toerisme en migratie van zowel mensen als bedrijven worden bevorderd. In veel gemeenten wordt stadspromotie geassocieerd met alleen de toeristisch recreatieve activiteiten en evenementen. Citymarketing is een breder begrip, waar promotie vaak onderdeel van is.
Deze promotie kan op verschillende manieren gestalte krijgen, zoals met een gemeentelogo, gebouwen en beelden. De ontwikkeling van steden als een merkproduct leidde in Nederland tot een competitie tussen verschillende grote steden, zoals Amsterdam (met de slogan 'I Amsterdam'), Rotterdam (die zich wil profileren als internationale stad) en Den Haag (cultuur, stad van rechten). In 2007 had de Vereniging van Nederlandse Gemeenten ter stimulering van stadspromotie een wedstrijd uitgeschreven voor beste gemeenteslogan.
In sommige gevallen wordt deze vorm van marketing ingezet om grote evenementen naar een stad toe te trekken, zoals de Olympische Spelen, Floriade, landelijke intocht van Sinterklaas, of Koningsdag. De concurrentie tussen steden speelt op zowel regionaal, nationaal als internationaal niveau.

## Slogans
Enkele slogans voor stadspromotie van steden in Nederland (alfabetisch):
- Almelo, altijd wat te doen![2] (tot 2024)
- Het kan in Almere
- I amsterdam
- Delft, creating history[3]
- Dit is Den Helder[4], voorheen: Den Helder kust de zee[5] en Den Helder, herkenbaar anders.[6]
- Dronten geeft je de Ruimte
- This is Eindhoven
- M& (Emmen). Maak het mee!
- Enschede stad van nu
- Er gaat niets boven Groningen
- Heerlijk Harderwijk[7]
- Harlingen heeft wad!
- Ronduit Hattem
- Heerenveen, een gouden plak!
- Ontmoet elkaar in IJsselstein
- Kijk, dat is 't mooie van Leeuwarden
- Leiden, stad van ontdekkingen[3]
- Lelystad geeft lucht
- Altijd Nijmegen
- De Glimlach van Twente (Oldenzaal)
- Rotterdam. Make it happen.
- Venloverwelkomt
- Gewoon Zwolle!